# Petit Le Mans 2016
Navigation
Édition précédente Édition suivante
La 19e édition du Petit Le Mans s'est déroulée du 28 septembre 2016 au 1er octobre 2016 sur le circuit de Road Atlanta est la dernière manche du WeatherTech SportsCar Championship 2016.
La course est remportée par la Ligier JS P2/Honda no 60, pilotée par Oswaldo Negri Jr., Olivier Pla et John Pew (en) qui était partie en pole position.

## Engagés
La liste officielle des engagés était composée de 38 voitures, dont 9 en Prototype, 7 en Prototype Challenge, 10 en GTLM et 12 en GTD.

## Qualifications
Résultats des qualifications :
| Pos. | Classe | No. | Équipe                         | Voiture                 | Pilote                | Temps          | Grille |
| ---- | ------ | --- | ------------------------------ | ----------------------- | --------------------- | -------------- | ------ |
| 1    | P      | 60  | Michael Shank Racing           | Honda HPD Ligier JS P2  | Olivier Pla           | 1 min 13 s 061 | 1      |
| 2    | P      | 55  | Mazda Motorsports              | Mazda Prototype         | Tristan Nunez         | 1 min 13 s 520 | 2      |
| 3    | P      | 31  | Action Express Racing          | Chevrolet Corvette DP   | Dane Cameron          | 1 min 13 s 903 | 3      |
| 4    | P      | 70  | Mazda Motorsports              | Mazda Prototype         | Tom Long              | 1 min 14 s 061 | 4      |
| 5    | P      | 5   | Action Express Racing          | Chevrolet Corvette DP   | Christian Fittipaldi  | 1 min 14 s 160 | 5      |
| 6    | P      | 90  | VisitFlorida.com Racing        | Chevrolet Corvette DP   | Ryan Dalziel          | 1 min 14 s 276 | 6      |
| 7    | P      | 2   | Tequila Patrón ESM             | Honda HPD Ligier JS P2  | Johannes van Overbeek | 1 min 14 s 360 | 7      |
| 8    | P      | 0   | Panoz DeltaWing Racing         | DeltaWing DWC13         | Katherine Legge       | 1 min 14 s 446 | 8      |
| 9    | P      | 10  | Wayne Taylor Racing            | Chevrolet Corvette DP   | Ricky Taylor          | 1 min 14 s 533 | 9      |
| 10   | PC     | 52  | PR1/Mathiasen Motorsports      | Oreca FLM09             | Robert Alon           | 1 min 16 s 411 | 10     |
| 11   | PC     | 8   | Starworks Motorsport           | Oreca FLM09             | Alex Popow            | 1 min 16 s 470 | 11     |
| 12   | PC     | 20  | BAR1 Motorsports               | Oreca FLM09             | Johnny Mowlem         | 1 min 16 s 495 | 12     |
| 13   | PC     | 38  | Performance Tech Motorsports   | Oreca FLM09             | Kenton Koch           | 1 min 16 s 640 | 13     |
| 14   | PC     | 7   | Starworks Motorsport           | Oreca FLM09             | Stefano Coletti       | 1 min 16 s 858 | 14     |
| 15   | PC     | 85  | JDC Miller Motorsports         | Oreca FLM09             | Chris Miller          | 1 min 17 s 205 | 15     |
| 16   | GTLM   | 67  | Ford Chip Ganassi Racing       | Ford GT                 | Richard Westbrook     | 1 min 18 s 131 | 16     |
| 17   | GTLM   | 3   | Corvette Racing                | Chevrolet Corvette C7.R | Antonio García        | 1 min 18 s 283 | 17     |
| 18   | GTLM   | 62  | Risi Competizione              | Ferrari 488 GTE         | Toni Vilander         | 1 min 18 s 294 | 18     |
| 19   | GTLM   | 66  | Ford Chip Ganassi Racing       | Ford GT                 | Joey Hand             | 1 min 18 s 327 | 19     |
| 20   | GTLM   | 68  | Scuderia Corsa                 | Ferrari 488 GTE         | Daniel Serra          | 1 min 18 s 349 | 20     |
| 21   | GTLM   | 100 | BMW Team RLL                   | BMW M6 GTLM             | John Edwards          | 1 min 18 s 382 | 21     |
| 22   | GTLM   | 4   | Corvette Racing                | Chevrolet Corvette C7.R | Tommy Milner          | 1 min 18 s 468 | 22     |
| 23   | GTLM   | 912 | Porsche North America          | Porsche 911 RSR         | Earl Bamber           | 1 min 18 s 712 | 23     |
| 24   | GTLM   | 25  | BMW Team RLL                   | BMW M6 GTLM             | Bill Auberlen         | 1 min 18 s 752 | 24     |
| 25   | GTLM   | 911 | Porsche North America          | Porsche 911 RSR         | Nick Tandy            | 1 min 18 s 866 | 25     |
| 26   | PC     | 88  | Starworks Motorsport           | Oreca FLM09             | Mark Kvamme           | 1 min 19 s 407 | 26     |
| 27   | GTD    | 33  | Riley Motorsports              | Dodge Viper GT3-R       | Jeroen Bleekemolen    | 1 min 21 s 305 | 27     |
| 28   | GTD    | 73  | Park Place Motorsports         | Porsche 911 GT3 R       | Matthew McMurry       | 1 min 21 s 765 | 28     |
| 29   | GTD    | 23  | Team Seattle / Alex Job Racing | Porsche 911 GT3 R       | Mario Farnbacher      | 1 min 21 s 898 | 29     |
| 30   | GTD    | 63  | Scuderia Corsa                 | Ferrari 488 GT3         | Christina Nielsen     | 1 min 22 s 103 | 30     |
| 31   | GTD    | 9   | Stevenson Motorsports          | Audi R8 LMS GT3         | Lawson Aschenbach     | 1 min 22 s 114 | 31     |
| 32   | GTD    | 6   | Stevenson Motorsports          | Audi R8 LMS GT3         | Robin Liddell         | 1 min 22 s 139 | 32     |
| 33   | GTD    | 48  | Paul Miller Racing             | Lamborghini Huracán GT3 | Madison Snow          | 1 min 22 s 143 | 33     |
| 34   | GTD    | 16  | Change Racing                  | Lamborghini Huracán GT3 | Corey Lewis           | 1 min 22 s 231 | 34     |
| 35   | GTD    | 96  | Turner Motorsport              | BMW M6 GT3              | Bret Curtis           | 1 min 22 s 421 | 35     |
| 36   | GTD    | 27  | Dream Racing Motorsport        | Lamborghini Huracán GT3 | Paolo Ruberti         | 1 min 22 s 680 | 36     |
| 37   | GTD    | 44  | Magnus Racing                  | Audi R8 LMS GT3         | John Potter           | 1 min 22 s 950 | 37     |
| 38   | GTD    | 97  | Turner Motorsport              | BMW M6 GT3              | Michael Marsal        | 1 min 24 s 172 | 38     |

## Résultats
Voici le classement officiel au terme de la course.
- Les vainqueurs de chaque catégorie sont signalés par un fond jauni.
- Pour la colonne Pneus, il faut passer le curseur au-dessus du modèle pour connaître le manufacturier de pneumatiques.

| Pos | Cat  | Pc | n°  | Équipe                         | Pilotes                                                  | Châssis                              | Pneus | Tours |
| Pos | Cat  | Pc | n°  | Équipe                         | Pilotes                                                  | Moteur                               | Pneus | Tours |
| --- | ---- | -- | --- | ------------------------------ | -------------------------------------------------------- | ------------------------------------ | ----- | ----- |
| 1   | P    | 1  | 60  | Michael Shank Racing           | John Pew (en) Oswaldo Negri Jr. Olivier Pla              | Ligier JS P2                         | C     | 412   |
| 1   | P    | 1  | 60  | Michael Shank Racing           | John Pew (en) Oswaldo Negri Jr. Olivier Pla              | Honda HR35TT 3.5 V6 Turbo            | C     | 412   |
| 2   | P    | 2  | 2   | Tequila Patrón ESM             | Scott Sharp Johannes van Overbeek Pipo Derani            | Ligier JS P2                         | C     | 412   |
| 2   | P    | 2  | 2   | Tequila Patrón ESM             | Scott Sharp Johannes van Overbeek Pipo Derani            | Honda HR35TT 3.5 Turbo V6            | C     | 412   |
| 3   | P    | 3  | 10  | Wayne Taylor Racing            | Ricky Taylor Jordan Taylor Max Angelelli                 | Chevrolet Corvette DP                | C     | 412   |
| 3   | P    | 3  | 10  | Wayne Taylor Racing            | Ricky Taylor Jordan Taylor Max Angelelli                 | Chevrolet LS9 5.5 L V8               | C     | 412   |
| 4   | P    | 4  | 31  | Action Express Racing          | Dane Cameron Eric Curran Simon Pagenaud                  | Chevrolet Corvette DP                | C     | 412   |
| 4   | P    | 4  | 31  | Action Express Racing          | Dane Cameron Eric Curran Simon Pagenaud                  | Chevrolet LS9 5.5 L V8               | C     | 412   |
| 5   | P    | 5  | 5   | Action Express Racing          | Christian Fittipaldi João Barbosa Filipe Albuquerque     | Chevrolet Corvette DP                | C     | 410   |
| 5   | P    | 5  | 5   | Action Express Racing          | Christian Fittipaldi João Barbosa Filipe Albuquerque     | Chevrolet LS9 5.5 L V8               | C     | 410   |
| 6   | PC   | 1  | 52  | PR1/Mathiasen Motorsports      | Robert Alon Tom Kimber-Smith Jose Gutiérrez              | Oreca FLM09                          | C     | 404   |
| 6   | PC   | 1  | 52  | PR1/Mathiasen Motorsports      | Robert Alon Tom Kimber-Smith Jose Gutiérrez              | Chevrolet 6.2 L V8                   | C     | 404   |
| 7   | PC   | 2  | 38  | Performance Tech Motorsports   | James French Kyle Marcelli Kenton Koch                   | Oreca FLM09                          | C     | 403   |
| 7   | PC   | 2  | 38  | Performance Tech Motorsports   | James French Kyle Marcelli Kenton Koch                   | Chevrolet 6.2 L V8                   | C     | 403   |
| 8   | P    | 6  | 70  | Mazda Motorsports              | Joel Miller Tom Long Spencer Pigot                       | Lola B08/80                          | C     | 401   |
| 8   | P    | 6  | 70  | Mazda Motorsports              | Joel Miller Tom Long Spencer Pigot                       | Mazda MZ-2.0T 2.0 L I4 Turbo         | C     | 401   |
| 9   | GTLM | 1  | 62  | Risi Competizione              | Giancarlo Fisichella Toni Vilander James Calado          | Ferrari 488 GTE                      | M     | 398   |
| 9   | GTLM | 1  | 62  | Risi Competizione              | Giancarlo Fisichella Toni Vilander James Calado          | Ferrari F154 CB 3.9 L V8             | M     | 398   |
| 10  | GTLM | 2  | 66  | Ford Chip Ganassi Racing       | Joey Hand Dirk Müller Sébastien Bourdais                 | Ford GT                              | M     | 398   |
| 10  | GTLM | 2  | 66  | Ford Chip Ganassi Racing       | Joey Hand Dirk Müller Sébastien Bourdais                 | Ford EcoBoost 3.5 L V6 Turbo         | M     | 398   |
| 11  | GTLM | 3  | 4   | Corvette Racing                | Oliver Gavin Tommy Milner Marcel Fässler                 | Chevrolet Corvette C7.R              | M     | 398   |
| 11  | GTLM | 3  | 4   | Corvette Racing                | Oliver Gavin Tommy Milner Marcel Fässler                 | Chevrolet LT5.5 5.5 L V8             | M     | 398   |
| 12  | GTLM | 4  | 3   | Corvette Racing                | Antonio García Jan Magnussen Mike Rockenfeller           | Chevrolet Corvette C7.R              | M     | 397   |
| 12  | GTLM | 4  | 3   | Corvette Racing                | Antonio García Jan Magnussen Mike Rockenfeller           | Chevrolet LT5.5 5 L V8               | M     | 397   |
| 13  | PC   | 3  | 85  | JDC Miller Motorsports         | Chris Miller Misha Goikhberg Stephen Simpson             | Oreca FLM09                          | C     | 395   |
| 13  | PC   | 3  | 85  | JDC Miller Motorsports         | Chris Miller Misha Goikhberg Stephen Simpson             | Chevrolet 6.2 L V8                   | C     | 395   |
| 14  | GTLM | 5  | 912 | Porsche North America          | Earl Bamber Frédéric Makowiecki Michael Christensen      | Porsche 911 RSR                      | M     | 395   |
| 14  | GTLM | 5  | 912 | Porsche North America          | Earl Bamber Frédéric Makowiecki Michael Christensen      | Porsche 4.0 L Flat-6                 | M     | 395   |
| 15  | PC   | 4  | 88  | Starworks Motorsport           | Mark Kvamme Richard Bradley Max Hanratty                 | Oreca FLM09                          | C     | 393   |
| 15  | PC   | 4  | 88  | Starworks Motorsport           | Mark Kvamme Richard Bradley Max Hanratty                 | Chevrolet 6.2 L V8                   | C     | 393   |
| 16  | GTLM | 6  | 100 | BMW Team RLL                   | Lucas Luhr John Edwards Kuno Wittmer                     | BMW M6 GTLM                          | M     | 391   |
| 16  | GTLM | 6  | 100 | BMW Team RLL                   | Lucas Luhr John Edwards Kuno Wittmer                     | BMW 4.4 L V8 Turbo                   | M     | 391   |
| 17  | GTD  | 1  | 33  | Riley Motorsports              | Ben Keating Jeroen Bleekemolen Marc Miller               | Dodge Viper GT3-R                    | C     | 385   |
| 17  | GTD  | 1  | 33  | Riley Motorsports              | Ben Keating Jeroen Bleekemolen Marc Miller               | Viper 8.4 L V10                      | C     | 385   |
| 18  | GTD  | 2  | 63  | Scuderia Corsa                 | Christina Nielsen Alessandro Balzan Jeff Segal           | Ferrari 458 Italia GT3               | C     | 384   |
| 18  | GTD  | 2  | 63  | Scuderia Corsa                 | Christina Nielsen Alessandro Balzan Jeff Segal           | Ferrari 4.5 L V8                     | C     | 384   |
| 19  | GTD  | 3  | 97  | Turner Motorsport              | Michael Marsal Markus Palttala Cameron Lawrence (en)     | BMW M6 GT3                           | C     | 384   |
| 19  | GTD  | 3  | 97  | Turner Motorsport              | Michael Marsal Markus Palttala Cameron Lawrence (en)     | BMW 4.4 L V8 Turbo                   | C     | 384   |
| 20  | GTD  | 4  | 48  | Paul Miller Racing             | Bryce Miller Bryan Sellers Madison Snow                  | Lamborghini Huracán GT3              | C     | 383   |
| 20  | GTD  | 4  | 48  | Paul Miller Racing             | Bryce Miller Bryan Sellers Madison Snow                  | Lamborghini 5.2 L V10                | C     | 383   |
| 21  | GTD  | 5  | 9   | Stevenson Motorsports          | Dion von Moltke Matt Bell (en) Lawson Aschenbach         | Audi R8 LMS                          | C     | 383   |
| 21  | GTD  | 5  | 9   | Stevenson Motorsports          | Dion von Moltke Matt Bell (en) Lawson Aschenbach         | Audi 5.0 L V10                       | C     | 383   |
| 22  | GTD  | 6  | 27  | Dream Racing Motorsport        | Paolo Ruberti Luca Persiani (en) Cédric Sbirrazzuoli     | Lamborghini Huracán GT3              | C     | 383   |
| 22  | GTD  | 6  | 27  | Dream Racing Motorsport        | Paolo Ruberti Luca Persiani (en) Cédric Sbirrazzuoli     | Lamborghini 5.2 L V10                | C     | 383   |
| 23  | GTD  | 7  | 6   | Stevenson Motorsports          | Robin Liddell Andrew Davis Mike Skeen                    | Audi R8 LMS                          | C     | 382   |
| 23  | GTD  | 7  | 6   | Stevenson Motorsports          | Robin Liddell Andrew Davis Mike Skeen                    | Audi 5.0 L V10                       | C     | 382   |
| 24  | PC   | 5  | 20  | BAR1 Motorsports               | Johnny Mowlem Tomy Drissi Don Yount                      | Oreca FLM09                          | C     | 379   |
| 24  | PC   | 5  | 20  | BAR1 Motorsports               | Johnny Mowlem Tomy Drissi Don Yount                      | Chevrolet 6.2 L V8                   | C     | 379   |
| 25  | GTLM | 7  | 67  | Ford Chip Ganassi Racing       | Ryan Briscoe Richard Westbrook Scott Dixon               | Ford GT                              | M     | 372   |
| 25  | GTLM | 7  | 67  | Ford Chip Ganassi Racing       | Ryan Briscoe Richard Westbrook Scott Dixon               | Ford EcoBoost 3.5 L V6 Turbo         | M     | 372   |
| 26  | GTD  | 8  | 23  | Team Seattle / Alex Job Racing | Ian James Mario Farnbacher Alex Riberas                  | Porsche 911 GT3 R (991)              | C     | 366   |
| 26  | GTD  | 8  | 23  | Team Seattle / Alex Job Racing | Ian James Mario Farnbacher Alex Riberas                  | Porsche 4.0 L Flat 6                 | C     | 366   |
| 27  | GTD  | 9  | 96  | Turner Motorsport              | Bret Curtis Jens Klingmann Ashley Freiberg (en)          | BMW M6 GT3                           | C     | 364   |
| 27  | GTD  | 9  | 96  | Turner Motorsport              | Bret Curtis Jens Klingmann Ashley Freiberg (en)          | BMW 4.4 L Turbo V8                   | C     | 364   |
| 28  | GTLM | 8  | 68  | Scuderia Corsa                 | Alessandro Pier Guidi Andrea Bertolini Daniel Serra      | Ferrari 488 GTE                      | M     | 350   |
| 28  | GTLM | 8  | 68  | Scuderia Corsa                 | Alessandro Pier Guidi Andrea Bertolini Daniel Serra      | Ferrari F154 CB 3.9 L V8             | M     | 350   |
| 29  | GTD  | 10 | 16  | Change Racing                  | Spencer Pumpelly Corey Lewis Richard Antinucci           | Lamborghini Huracán GT3              | C     | 350   |
| 29  | GTD  | 10 | 16  | Change Racing                  | Spencer Pumpelly Corey Lewis Richard Antinucci           | Lamborghini 5.2 L V10                | C     | 350   |
| 30  | GTD  | 11 | 44  | Magnus Racing                  | John Potter Andy Lally Marco Seefried                    | Audi R8 LMS                          | C     | 349   |
| 30  | GTD  | 11 | 44  | Magnus Racing                  | John Potter Andy Lally Marco Seefried                    | Audi 5.0 L V10                       | C     | 349   |
| 31  | GTD  | 12 | 73  | Park Place Motorsports         | Patrick Lindsey Matthew McMurry Jörg Bergmeister         | Porsche 911 GT3 R (991)              | C     | 348   |
| 31  | GTD  | 12 | 73  | Park Place Motorsports         | Patrick Lindsey Matthew McMurry Jörg Bergmeister         | Porsche 4.0 L Flat 6                 | C     | 348   |
| 32  | GTLM | 9  | 25  | BMW Team RLL                   | Bill Auberlen Dirk Werner Augusto Farfus                 | BMW M6 GTLM                          | M     | 317   |
| 32  | GTLM | 9  | 25  | BMW Team RLL                   | Bill Auberlen Dirk Werner Augusto Farfus                 | BMW 4.4 L V8 Turbo                   | M     | 317   |
| 33  | PC   | 6  | 8   | Starworks Motorsport           | Alex Popow Renger van der Zande David Heinemeier Hansson | Oreca FLM09                          | C     | 287   |
| 33  | PC   | 6  | 8   | Starworks Motorsport           | Alex Popow Renger van der Zande David Heinemeier Hansson | Chevrolet 6.2 L V8                   | C     | 287   |
| 34  | GTLM | 10 | 911 | Porsche North America          | Patrick Pilet Nick Tandy Richard Lietz                   | Porsche 911 RSR (991)                | M     | 229   |
| 34  | GTLM | 10 | 911 | Porsche North America          | Patrick Pilet Nick Tandy Richard Lietz                   | Porsche 4.0 L Flat-6                 | M     | 229   |
| 35  | P    | 7  | 90  | VisitFlorida.com Racing        | Ryan Dalziel Marc Goossens Ryan Hunter-Reay              | Chevrolet Corvette DP                | C     | 198   |
| 35  | P    | 7  | 90  | VisitFlorida.com Racing        | Ryan Dalziel Marc Goossens Ryan Hunter-Reay              | Chevrolet LS9 5.5 L V8 Atmosphérique | C     | 198   |
| 36  | P    | 8  | 0   | Panoz DeltaWing Racing         | Katherine Legge Sean Rayhall Andy Meyrick                | DeltaWing DWC13                      | C     | 169   |
| 36  | P    | 8  | 0   | Panoz DeltaWing Racing         | Katherine Legge Sean Rayhall Andy Meyrick                | Élan 1.9 L Turbo I4                  | C     | 169   |
| 37  | P    | 9  | 55  | Mazda Motorsports              | Jonathan Bomarito Tristan Nunez Spencer Pigot            | Lola B08/80                          | C     | 114   |
| 37  | P    | 9  | 55  | Mazda Motorsports              | Jonathan Bomarito Tristan Nunez Spencer Pigot            | Mazda MZ-2.0T 2.0 L I4 Turbo         | C     | 114   |
| 38  | PC   | 7  | 7   | Starworks Motorsport           | James Dayson Quinlan Lall Stefano Coletti                | Oreca FLM09                          | C     | 50    |
| 38  | PC   | 7  | 7   | Starworks Motorsport           | James Dayson Quinlan Lall Stefano Coletti                | Chevrolet 6.2 L V8 Atmosphérique     | C     | 50    |